# Bădeni (okręg Ardżesz)
Bădeniⓘ – wieś w Rumunii, w okręgu Ardżesz, w gminie Stoenești. W 2011 roku liczyła 772 mieszkańców.